# Leptotocinclus
Leptotocinclus – rodzaj słodkowodnych ryb sumokształtnych z rodziny zbrojnikowatych (Loricariidae). Obejmuje dwa gatunki opisane naukowo w 2018.

## Zasięg występowania
Ameryka Południowa: Brazylia i Kolumbia.

## Klasyfikacja
Gatunki zaliczane do tego rodzaju:
- Leptotocinclus ctenistus
- Leptotocinclus madeirae

Gatunkiem typowym jest Leptotocinclus madeirae.